# 여수연
여수연은 대한민국의 전 쇼트트랙 스피드스케이팅 선수이다. 그녀는 팀 월드 챔피언이자 동계 유니버시아드 챔피언이자 2회 은메달리스트이다.
2004-05년 월드컵 시즌 동안 그녀는 슬로바키아의 스피슈스카노바베스에서 열린 월드컵 마지막 무대에서 3000m 경주에서 우승하고 1000m와 1500m 경주에서 모두 2위를 차지했다. 그녀는 또한 그 시즌 동안 릴레이에서 여러 번의 승리와 시상대를 달성했다.
선수 생활을 은퇴한 후 여씨는 미국 버지니아주 미들버그에서 청소년 코치로 일했다. 2013년 9월, 2018년 동계 올림픽 스포츠 운영부 내 ISU 종목의 스포츠 매니저로 임명되었다.